# Ricky Schroder
Richard Bartlett Schroder, Jr. (Staten Island, 13 de abril de 1970), conhecido como Ricky Schroder, é um ator americano.

## Vida pessoal
Schroder nasceu em Staten Island, Nova York, filho de Diane Schroder, uma funcionária da companhia telefônica, e Richard Bartlett Schroder,gerente distrital da empresa telefônica. Ele tem uma irmã, chamada Dawn.
Schroder casou com Andrea Bernard, em 26 de setembro de 1992. Juntos, eles têm quatro filhos: os filhos Holden (nascido em 1992) e Luke (nascido em 1993) e filhas Cambrie (nascida em 1997) e Faith Anne (nascida em 2001). Andrea Bernard Schroder é uma designer de interiores e era um concorrente na segunda temporada de Top Design na Bravo.
Politicamente, o Ricky é um republicano que apoiou George W. Bush em 2000 e 2004, e John McCain em 2008. Ele também falou em 2000 na Convenção Nacional Republicana, na Filadélfia.
Ele é um convertido à Igreja de Jesus Cristo dos Santos dos Últimos Dias.

## Começo da carreira

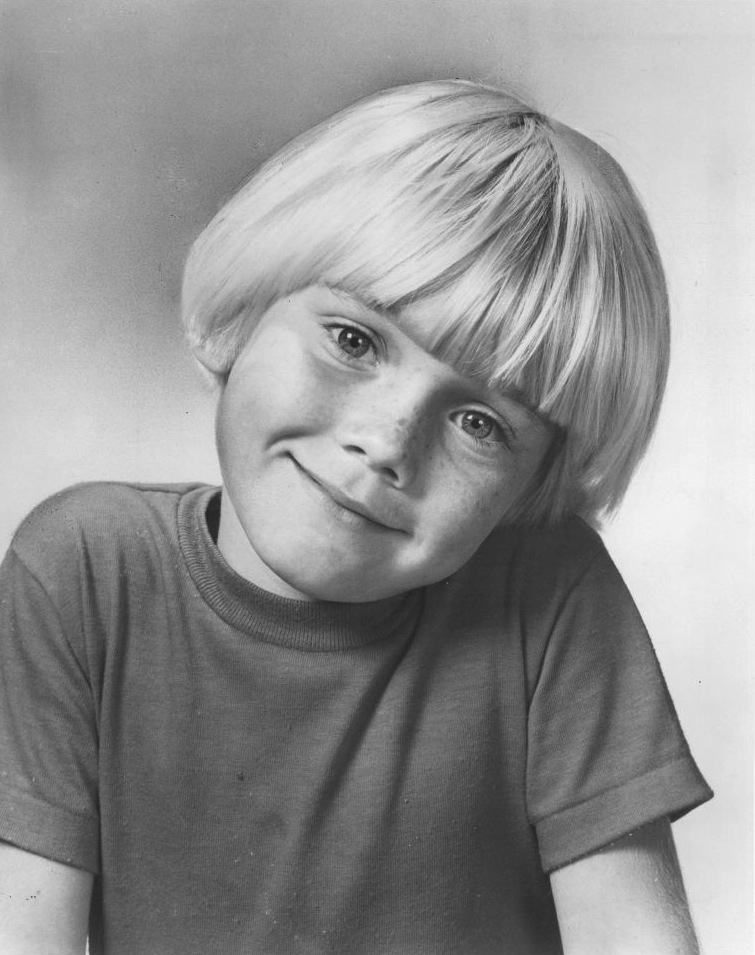
Foto publicitária de Ricky Schroder tirada em 1976

Ele estreou no filme de sucesso de 1979 "O Campeão", e foi vencedor do Golden Globe Award para Nova Melhor Estrela do Ano com 9 anos de idade  por seu papel como TJ Flynn no filme. No ano seguinte, ele fez um filme pela Walt Disney chamado "O Último Vôo da Arca de Noé" com Elliott Gould. O filme foi um fracasso de bilheteria. Ele também atuou como o personagem título do filme "Little Lord Fauntleroy" ao lado de Alec Guinness em 1980.
Ele tornou-se conhecido como a estrela da série televisiva "Silver Spoons", quando interpretou o personagem principal Ricky Stratton. Depois que terminou Silver Spoons, ele participou de "Calabasas High School". À medida que envelhecia, lutou para se tornar conhecido como um ator sério. Ele mudou seu nome de Ricky para Rick e preferiu assumir papéis que o ajudou a se esticar como um ator.

## Carreira adulta
Participou da mini-série "Lonesome Dove" e sua continuação, "Return to Lonesome Dove", que ajudou em sua tentativa de ser reconhecido em papéis mais maduros. Sua atuação como Danny Sorenson na 6º a 8° temporada de "NYPD Blue", como Dylan West em "Strong Medicine" e em 2007 como Mike Doyle na 6° temporada de 24 horas, trabalhou para consolidar essa percepção com as audiências.
Em 2004, Ricky Schroder escreveu e dirigiu o longa-metragem "Black Cloud", um drama sobre um boxeador. No mesmo ano, dirigiu e estrelou o videoclipe "Whiskey Lullaby", uma canção de Brad Paisley e Alison Krauss. Seu filho e filha também apareceram no vídeo. Em 2005 no CMT Music Awards, o vídeo ganhou o "Collaborative Vídeo do Ano", enquanto Schroder ganhou como "Diretor do Ano".
Em 2007, Schroder anunciou que estava mudando o seu crédito de volta para "Ricky", começando com seu papel em 24 Horas. Schroder é um embaixador e celebridade ativa para a prevenção do abuso infantil sem fins lucrativos chamado "Childhelp"

## Filmografia
- The Andromeda Strain (2008 TV mini-series)
- Journey to the Center of the Earth (2008 TV film) (2008)
- 24 (TV series) (2007)
- Strong Medicine (TV series) (2005-2006)
- Black Cloud (2004)
- Poolhall Junkies (2003)
- Scrubs (2003)
- The Lost Battalion (TV movie) (2001)
- NYPD Blue (TV series) (1999-2002)
- Hostage High (1997)
- Ebenezer (TV movie) (1997)
- Too Close to Home (drama with Judith Light) (1997)
- Innocent Victims (TV movie) (1996)
- Crimson Tide (1995)
- There Goes My Baby (1994)
- Call of the Wild (TV movie) (1993)
- Across the Tracks (1991)
- Blood River (TV Movie) (1991)
- The Stranger Within (TV Movie) (1990)
- Lonesome Dove (TV series) (1989)
- Terror on Highway 91 (TV movie) (1989)
- Too Young the Hero (1988)
- Faerie Tale Theatre (Hansel, episode: "Hansel and Gretel") (1983)
- Silver Spoons (TV series)(1982-1986)
- Little Lord Fauntleroy (1980)
- The Earthling (1980)
- The Last Flight of Noah's Ark (1980)
- The Champ (1979)